# Правительство Сербии
Правительство Республики Сербии (серб. Влада Републике Србије / Vlada Republike Srbije) — официальное название высшего органа системы исполнительной власти Республики Сербии. В Сербии зачастую употребляется более короткое название — Правительство Сербии (серб. Влада Србије) или просто Правительство (серб. Влада).
Правительство состоит из 20 членов, в том числе премьер-министра, одного или нескольких вице-премьеров и нескольких министров. Состав Правительства утверждается Скупщиной Сербии.

## История
| Кабинет Миломира Минича           |
| Кабинет Зорана Джинджича          |
| Кабинет Зорана Живковича          |
| Первый кабинет Воислава Коштуницы |
| Второй кабинет Воислава Коштуницы |
| Первый кабинет Мирко Цветковича   |
| Второй кабинет Мирко Цветковича   |
| Кабинет Ивицы Дачича              |
| Первый кабинет Александра Вучича  |
| Второй кабинет Александра Вучича  |

## Устройство
Правительство формируется Парламентом Сербии и состоит из председателя, заместителей председателя правительства и министров. В нынешнем правительстве Сербии четыре заместителя и 17 министров. Состав действующего правительства сформирован коалицией из Двинем Сербию, Социалистической партии Сербии (СПС)-ПОПС-ЕС, ОРС, НС, СДПС и ПДАС. Кабинет министров Ивицы Дачича получил одобрение в Скупщине Сербии 27 июля 2012 года.

### ПравительствоАны Брнабич(с 29 июня 2017 года)
| Министр | Министр                 | Партия       | Должность                                                            | Срок полномочий   |
| ------- | ----------------------- | ------------ | -------------------------------------------------------------------- | ----------------- |
|         | Ана Брнабич             | Беспартийная | Премьер-министр Министр государственного и локального самоуправления | 29 июня 2017 года |
|         | Ивица Дачич             | СПС          | Первый вице-премьер Министр иностранных дел                          | 11 августа 2016 - |
|         | Небойша Стефанович      | СПП          | Вице-премьер Министр внутренних дел                                  | 11 августа 2016 - |
|         | Зорана Михайлович       | СПП          | Вице-премьер Министр строительства, транспорта и инфраструктуры      | 11 августа 2016 - |
|         | Расим Ляич              | СДПС         | Вице-премьер Министр торговли, туризма и телекоммуникация            | 11 августа 2016 - |
|         | Душан Вуйович           | Беспартийный | Министр финансов                                                     | 11 августа 2016 - |
|         | Горан Кнежевич          | СПП          | Министр экономики                                                    | 11 августа 2016 - |
|         | Бранислав Недимович     | СПП          | Министр сельского хозяйства и охраны окружающей среды                | 11 августа 2016 - |
|         | Александр Антич         | СПС          | Министр горного дела и энергетики                                    | 11 августа 2016 - |
|         | Нела Кубурович          | Беспартийная | Министр юстиции                                                      | 11 августа 2016 - |
|         | Ана Брнабич             | Беспартийная | Вице-премьер Министр государственного и локального самоуправления    | 11 августа 2016 - |
|         | Александр Вулин         | СПП          | Министр обороны                                                      | 29 июня 2017 -    |
|         | Младен Шарчевич         | Беспартийный | Министр просвещения, науки и технологического развития               | 11 августа 2016 - |
|         | Златибор Лончар         | Беспартийный | Министр здравоохранения                                              | 11 августа 2016 - |
|         | Александр Вулин         | ДС           | Министр труда и социальной защиты                                    | 11 августа 2016 - |
|         | Ваня Удовичич           | СПП          | Министр по делам молодежи и спорта                                   | 11 августа 2016 - |
|         | Владан Вукосавлевич     | Беспартийный | Министр культуры и информации                                        | 11 августа 2016 - |
|         | Ядранка Йоксимович      | СПП          | Министр по делам Европейской интеграции                              | 11 августа 2016 - |
|         | Славица Джукич-Деянович | СПС          | Министр без портфеля                                                 | 11 августа 2016 - |
|         | Милан Кркобабич         | ПОПС         | Министр без портфеля                                                 | 11 августа 2016 - |